# Bauta
Bauta là một đô thị cách thủ đô La Habana 25 dặm Anh về phía tây nam, thuộc tỉnh La Habana của Cuba.
Bauta là trung tâm thương mại của khu vực nông thôn với các nông sản như mía, dứa, thuốc lá, rau củ, các loại chanh cam.

## Thông tin nhân khẩu
Năm 2004, đô thị Bauta có dân số 45.509 người. Diện tích là 157 km² (60,6 mi²), với mật độ dân số là 289,9người/km² (750,8người/sq mi).
Đô thị này được chia thành các phường (barrio) Anafe, Baracoa, Bauta, Cangrejeras, Félix E. Alpízar (Corralillo), General Antonio Maceo (San Pedro), Guatao và Punta Brava.